# Landkreis Deggendorf
Landkreis Deggendorf är ett distrikt i Niederbayern, Bayern, Tyskland.

## Geografi
Distriktet ligger i den sydöstra delen av förbundslandet.

## Infrastruktur
Genom distriktet passerar motorvägarna A3 och A92.